# Sunisa Klahan
Sunisa Klahan (ur. 31 sierpnia 1986) – tajska zapaśniczka walcząca w stylu wolnym. Zajęła dziesiąte miejsce na mistrzostwach świata w 2006. Dziewiąta na igrzyskach Azjatyckich w 2006. Wicemistrzyni Azji w 2007. Srebrna medalistka igrzysk Azji Południowo-Wschodniej w 2007 i brązowa w 2005. Mistrzyni Azji juniorów w 2006 roku.